# Mersad Berber
Mersad Berber (Bosanski Petrovac, 1. siječnja  1940. – Zagreb, 7. listopada 2012. ), bosanskohercegovački slikar, jedan od najvećih svjetskih grafičara. 

## Životopis
Mersad Berber je rođen 1. siječnja 1940. godine u Bosanskom Petrovcu. Diplomirao je na Akademiji likovnih umjetnosti u Ljubljani 1963., u klasi Maksima Sedeja. Postdiplomski studij grafike je zavšio na istoj Akademiji kod Rike Debeljaka. Od 1978. do 1982. godine predavao je na Akademiji likovnih umjetnosti u Sarajevu.  
Kolektivno izlaže od 1961. godine, a prvu je samostalnu izložbu imao već 1965. godine u Gradskoj galeriji, Ljubljana. Od tada započinje umjetnikovo višestrano predstavljanje javnosti, koje je doskora zadobilo interkontinentalne razmjere. Bavio se slikanjem, grafikom, tapiserijom, ilustracijom te je radio scenografiju i kostimografiju, a 1985. završio je svoj crtani film Tempo Secondo. Održao je gotovo stotinu samostalnih i sudjelovao u nizu skupnih izložbi u Europi, SAD-u i Aziji. Bio je član Ruske akademije umjetnosti od 2007. godine. Godine 1984. Galerija Tate u Londonu uvrštava Berberove slike u svoj stalni postav. Vrsnost crtača i ilustratora predstavio je ilustriranjem brojnih značajnih knjiga, za koje je dobio najviše međunarodne nagrade. Njegova su scenografska rješenja prezentirana na pozornicama u Washingtonu, Sarajevu i Zagrebu. Autor je crtanog filma "Tempo secondo", u proizvodnji "Zagreb filma", 1980. - 1985. godine.
Dobio je pedesetak umjetničkih nagrada, među kojima su i nagrade gradova Banja Luke i Sarajeva, više nagrada u Zagrebu, Beogradu i Rijeci, te značajne nagrade u Dubrovniku, Trstu, nagrade sarajevskog lista Oslobođenje te nagrada ZAVNOBiH-a. Među svjetske važne nagrade nezaobilazno treba izdvojiti one u Sao Paolu, Alessandriji, Firenzi, Tokiju, New Delhiju, Monte Carlu, Madridu, Leipzigu, Varni i Krakowu.
Tijekom 1990-ih, za vrijeme rata u Bosni i Hercegovini, seli se u Zagreb. Do kraja života živi i radi u Zagrebu i Dubrovniku. Preminuo je u Zagrebu, 7. listopada 2012. godine.

## Djela
- Hronika o Sarajevu
- Tempo Secondo
- Splav meduze i Komentari
- Bijele slike
- Ljetni sonet za Adaletu, drvorez, 1976.
- Sarajevske razglednice
- Skenderovi soneti
- Put u Skender Vakuf
- Hommage Velazquezu i Ingresu
- Otomanske kronike
- Dubrovački dnevnici
- Osman
- Hommage Vlahu Bukovcu
- Alegorija o Srebrenici

## Vanjske poveznice
- Službena stranica www.mersadberber.com pristupljeno 24-10-2020
- Razgovor s Mersadom Berberom, 2005., www.slobodnaevropa.org pristupljeno 24-10-2020
- Eleanor Ettinger Gallery pristupljeno 24-10-2020